# تشاد سميث (منافس ألعاب قوى)
تشاد سميث (بالإنجليزية: Chad Smith)‏ هو منافس ألعاب قوى أمريكي، ولد في 9 يناير 1974.

## وصلات خارجية
- تشاد سميث على موقع الاتحاد الدولي لألعاب القوى (الإنجليزية)